# Хитрово, Пётр Никитич
Пётр Никитич Хитрово  (1698—1767) — русский  военно-придворный деятель;  генерал-майор (1746), обер-егермейстер (1753), тайный советник (1755).

## Биография
Родился в семье думного дворянина Никиты Петровича Хитрово; правнук воеводы С. С. Хитрово.
В службе с 1724 года в Кавалергардском полку. В 1739 году — флигель-адъютант московского генерал-губернатора князя Трубецкого. В 1746 году произведён в генерал-майоры и пожалован в егермейстеры. В 1753 году пожалован в обер-егермейстеры Императорского двора. В 1755 году произведён в тайные советники.
В 1760 году вступил во владение семейной усадьбой Подлипичье.

## Семья
- Первая жена — Анна Ивановна.
  - Анна
  - Александра
  - Пётр (1729—?)
- Вторая жена — Ирина Фёдоровна, урождённая княжна Голицына (1710—1767), дочь стольника Ф. А. Голицына (1668—1736) и внучка боярина А. А. Голицына; племянница  И. А. Голицына и Б. А. Голицына. Сыновья:
  - Сергей (1748—1827) — действительный тайный советник, сенатор
  - Никита